# Filipe Luís II, Conde de Hanau-Münzenberg
Filipe Luís II de Hanau-Münzenberg (Hanau, 18 de novembro de 1576 — Hanau, 9 de agosto de 1612), foi um dos condes mais conhecidos de Hanau durante a idade moderna, tendo introduzido muitas mudanças com as suas políticas. Nasceu no Castelo de Hanau e foi baptizado duas semanas depois, no dia 3 de dezembro de 1576. Era filho do conde Filipe Luís I de Hanau-Münzenberg e da condessa Madalena de Waldeck.

## Regência
Filipe sucedeu nominalmente ao seu pai depois de este falecer a 4 de Fevereiro de 1580, tendo sido criada uma regência liderada pelo conde João VI de Nassau-Dillenburg, o conde Luís I de Sayn-Wittgenstein e o conde Filipe IV de Hanau-Lichtenberg, que foi substituído em 1585 pelo seu filho, o conde Filipe V de Hanau-Lichtenberg.
A sua mãe viúva, Madalena, casou-se no dia 9 de Dezembro de 1581 com o conde João VII de Nassau, filho de um dos seus regentes. Devido a esta união, Filipe e o seu irmão mais novo, o conde Alberto, mudaram-se para a corte de Nassau-Dillenburg que era na altura um centro do movimento da Reforma na Alemanha e tinha laços próximos com o eleitorado palatino do Reno. As ideias que adquiriu durante este período viriam a ter grande influência na sua vida.
A regência acabou apenas em 1608, a pedido do príncipe-leitor Frederico IV.

## Família
Durante uma festa de casamento que durou de 23 de outubro até 3 de novembro de 1586, Filipe casou-se com a condessa Catarina Bélgica de Nassau, de quem teve os seguintes filhos:
1. Carlota Luísa de Hanau-Münzenberg (10 de agosto de 1597 — 15 de julho de 1649), morreu solteira e sem descendência;
2. Bebé sem nome (29 de julho de 1598 -—9 de agosto de 1598), morreu com poucos dias de idade antes de ser baptizada;
3. Filipe Ulrico de Hanau-Münzenberg (2 de janeiro de 1601 — 7 de abril de 1604), morreu aos três anos de idade;
4. Amália Isabel de Hanau-Münzenberg (29 de janeiro de 1602 — 8 de agosto de 1651), casada com o conde Guilherme V de Hesse-Cassel; com descendência;
5. Catarina Juliana de Hanau-Münzenberg (17 de Março de 1604 — 28 de dezembro de 1668), casada primeiro com o conde Alberto Oto II de Solms-Laubach; com descendência. Casada depois com o conde Maurício Cristiano de Wied-Runkel; com descendência;
6. Filipe Maurício de Hanau-Münzenberg (25 de agosto de 1605 — 3 de agosto de 1638), casado com a princesa Sibila Cristina de Anhalt-Dessau; com descendência;
7. Guilherme Ricardo de Hanau-Münzenberg (20 de setembro de 1607 – 5 de setembro de 1630), morreu aos vinte-e-dois anos de idade de doença prolongada; sem descendência;
8. Henrique Luís de Hanau-Münzenberg (7 de maio de 1609 — 21 de julho de 1632), morreu aos vinte-e-três anos de idade em combate durante o Cerco de Maastricht; sem descendência;
9. Frederico Luís de Hanau-Münzenberg (27 de julho de 1610 — 4 de outubro de 1628), morreu aos dezoito anos de idade; sem descendência;
10. Jacob João de Hanau-Münzenberg (28 de Julho de 1612 — 19 de junho de 1636), um militar de renome, morreu em combate; sem descendência.

## Reinado
As políticas do conde Filipe Luís II são notáveis pelo sentido de modernização que o conde queria aplicar no seu pequeno estado. Quando se casou, Filipe tornou-se maior de idade, mas a regência continuou para o seu irmão mais novo, Alberto. Recorrendo ao seu direito cuius regio, eius religio, mudou a confissão do seu condado para o calvinismo. Conseguiu converter quase todos os habitantes que se encontravam sob a sua influência, à excepção de algumas aldeias no distrito de Bornheimerberg que rodeava Frankfurt. Estas aldeias tinham laços fortes com essa cidade maioritariamente luterana e a maioria dos seus habitantes continuou a frequentar igreja em Frankfurt. Também não conseguiu mudar nada nos condomínios que partilhava com o arcebispo católico de Mainz, já que os seus habitantes se tinham convertido ao luteranismo durante a Reforma ou então permaneciam católicos.
A introdução do calvinismo e a sua localização a pouco mais de meio dia de viagem de Frankfurt, bem como a liberalização do comércio, fizeram de Hanau um local chamativo para refugiados calvinistas franceses e, mais tarde, holandeses. Estes refugiados eram frequentemente comerciantes abastados que se tornaram habitantes benéficos para o condado que precisava de obter mais receitas nos impostos. Em 1597 e 1604, a corte e os refugiados assinaram dois tratados que lhes deram um grande nível de autonomia e levou à criação da "Nova Cidade" de Hanau, a sul da cidade medieval. Esta medida foi um grande sucesso e ajudou ao crescimento económico de Hanau que durou até ao século XIX.
Filipe Luís II também reintegrou a comunidade judaica em Hanau. Foi arranjado um local para os judeus a sul das fortificações da cidade histórica que já não era necessário devido ao sucesso da nova cidade que protegia este lado da cidade. Este bairro não fazia parte de nenhuma das cidades, mas foi colocado sob controlo administrativo do condado.
Filipe também tentou abrir uma universidade. Abriu a "Hohe Landesschule" em Hanau que foi modelada tendo por base a Academia de Herborn onde o conde tinha estudado. Mesmo assim, esta escola acabou por nunca se tornar uma universidade, embora continue a existir como escola secundária até aos dias de hoje.

## Genealogia
| Filipe Luís II de Hanau-Münzenberg | Pai: Filipe Luís I de Hanau-Münzenberg | Avô paterno: Filipe III de Hanau-Münzenberg | Bisavô paterno: Filipe II de Hanau-Münzenberg   |
| Filipe Luís II de Hanau-Münzenberg | Pai: Filipe Luís I de Hanau-Münzenberg | Avô paterno: Filipe III de Hanau-Münzenberg | Bisavó paterna: Juliana de Stolberg             |
| Filipe Luís II de Hanau-Münzenberg | Pai: Filipe Luís I de Hanau-Münzenberg | Avó paterna: Helena de Simmern              | Bisavô paterno: João II de Simmern              |
| Filipe Luís II de Hanau-Münzenberg | Pai: Filipe Luís I de Hanau-Münzenberg | Avó paterna: Helena de Simmern              | Bisavó paterna: Beatriz de Baden                |
| Filipe Luís II de Hanau-Münzenberg | Mãe: Madalena de Waldeck               | Avô materno: Filipe IV de Waldeck           | Bisavô materno: Henrique VIII de Waldeck        |
| Filipe Luís II de Hanau-Münzenberg | Mãe: Madalena de Waldeck               | Avô materno: Filipe IV de Waldeck           | Bisavó materna: Anastásia de Runkel             |
| Filipe Luís II de Hanau-Münzenberg | Mãe: Madalena de Waldeck               | Avó materna: Jutta de Isenburg              | Bisavô materno: Salentin IX de Isenburg-Grenzau |
| Filipe Luís II de Hanau-Münzenberg | Mãe: Madalena de Waldeck               | Avó materna: Jutta de Isenburg              | Bisavó materna: Isabel de Nieder-Isenburg       |